# John Dunwoody
John Elliot Orr Dunwoody (3 juin 1929 - 26 janvier 2006) est un homme politique travailliste britannique.

## Biographie
Dunwoody fait ses études à la St Paul's School, puis suit une formation de médecin au King's College de Londres et à la Westminster Hospital Medical School. Chirurgien, il travaille dans le Devon comme médecin principal à l'hôpital Newton Abbot de 1955 à 1956 et en tant que médecin généraliste et médecin à l'hôpital du district de Totnes de 1956 à 1966. Il est membre de l'Association médicale socialiste.
Dunwoody se présente pour le siège conservateur sûr de Tiverton en 1959 et a failli remporter Plymouth Sutton en 1964, perdant par seulement 410 voix dans un siège que David Owen occuperait plus tard pendant plusieurs années pour les travaillistes. Il devient député de Falmouth et de Camborne aux élections générales de 1966, succédant à Harold Hayman du Labour. Il est ministre de la Santé de 1969 à 1970. Orateur réputé à la conférence du parti travailliste, Dunwoody est considéré comme un futur chef du parti. Cependant, il perd son siège en 1970 et n'est pas réélu au Parlement.
Dunwoody fait campagne pour une interdiction totale du tabac, avant que ses effets néfastes sur la santé ne soient universellement reconnus, et devient le premier directeur d'Action on Smoking and Health (ASH). Il est président de la Kensington, Chelsea et Westminster Area Health Authority 1977-1982, président de la Family Planning Association 1981-1987 et président de la Bloomsbury District Health Authority 1982-1990. À partir de 1996, il est vice-président du comité médical local de Merton, Sutton et Wandsworth. Il reçoit le CBE en 1986.
Dunwoody épouse Gwyneth Dunwoody (née Phillips), fille d'un secrétaire général du Parti travailliste et d'une baronne, en 1954. Elle est élue députée travailliste en 1966 et a une longue carrière parlementaire, jusqu'à sa mort en 2008. Ils ont deux fils et une fille - leur fille Tamsin Dunwoody est membre de l'Assemblée galloise pendant un mandat (2003-2007). Leur mariage est dissous en 1975 et en 1979, il épouse Evelyn Borner. Il est décédé à l'âge de 76 ans après un accident à son domicile de Béziers, en France.